# Мост Султана Селима Явуза
Мост Султана Селима Яву́за (Мост Султана Селима Грозного) — третий мост через пролив Босфор. Расположен к северу от Стамбула. Мост назван в честь османского султана Селима I Явуза (Грозного; 1512—1520).
Строительство начато в мае 2013 и закончено в марте 2016 года, движение открылось 26 августа 2016 года. Мост является частью строящейся Северной мармарийской окружной дороги. Особенностью моста является комбинированная конструкция: часть полотна поддерживается вантами, часть — вантами и тросами, середина главного пролёта подвешена на тросах. Мост является самым широким висячим мостом в мире. Полос движения автомобилей — по 4 в каждую сторону (всего 8); кроме того, имеются две железнодорожных колеи. Высота пилонов (322 м) также является рекордной (это 5-й по высоте мост в мире).
Aвторами инженерной концепции моста выступили французский конструктор Мишель Вирложё (Michel Virlogeux) и швейцарская компания T-Ingénierie. На конструкции моста ушло примерно 230 тысяч м³ бетона и 28 тысяч тонн тросов; общая стоимость моста составила около 3 млрд долларов.